# 定額
| ウィキペディアには「定額」という見出しの百科事典記事はありません（タイトルに「定額」を含むページの一覧/「定額」で始まるページの一覧）。 代わりにウィクショナリーのページ「定額」が役に立つかもしれません。 |